# A1 Andrón
De A1 Andrón (Nederlands: 1 divisie) is de hoogste divisie van Cyprus.

## Winnaars
|    | Club                       | Aantal | Jaan |
| -- | -------------------------- | ------ | --- |
| 1. | SPE Strovolos Nicosia      | 20x    | 1991, 1992, 1993, 1994, 1995, 1996, 1997, 1998, 1999, 2000, 2001, 2002, 2003, 2004, 2006, 2007, 2009, 2010, 2011, 2014 |
| 2. | KN Anthoupolis             | 7x     | 1984, 1985, 1986, 1987, 1988, 1989, 1990                                                                               |
| 3. | European University Cyprus | 8x     | 2005, 2008, 2012, 2013, 2015, 2016, 2017, 2018                                                                         |
| 4. | Parnassos Strovolos        | 1x     | 2019 |

Albanië · Armenië · Azerbeidzjan · België · Bosnië en Herzegovina · Bulgarije · Cyprus · Denemarken · Duitsland · Engeland · Esland · Faeröer · Finland · Frankrijk · Georgië · Griekenland · Hongarije · IJsland · Ierland · Israel · Italië · Kosovo · Kroatië · Letland · Liechtenstein · Litouwen · Luxemburg · Malta · Moldavië · Monaco · Montenegro · Nederland · Noord-Macedonië · Noorwegen · Polen · Portugal · Roemenië · Rusland · Schotland · Servië · Slowakije · Slovenië · Spanje · Tsjechië · Turkije · Oekraïne · Oostenrijk · Wit-Rusland · Zweden · Zwitserland

BENE-League · SEHA League
Tsjecho-Slowakije · Oost-Duitsland · Sovjet Unie · Joegoslavië · FR Joegoslavië/Servië en Montenegro